# Operaísmo
El operaísmo, de operaio (obrero en italiano), es un análisis y movimiento político marxista heterodoxo y antiautoritario surgido en Italia a mediados del Siglo XX y cuyo análisis empieza por observar el poder activo de la clase obrera para transformar las relaciones de producción. Los elementos principales del operaísmo precedieron y se combinaron para evolucionar más elaboradamente en el movimiento autónomo. 

## Teoría
Michael Hardt y Antonio Negri, conocidos como escritores operaístas y autonomistas (autónomos), ofrecen una definición del operaísmo, citando a Marx como ellos hacen, construyen el operaísmo sobre la afirmación de Marx de que el capitalismo reacciona a las luchas de la clase obrera; la clase obrera es activa y el capital reactivo:
- Desarrollo tecnológico: donde hay huelgas vienen las máquinas. «Sería posible escribir una historia entera de las invenciones hechas desde 1830 para el propósito único de proveer al capital de las armas contra la rebelión de la clase obrera.» (El Capital, vol. 1, capítulo 15, sección 5)
- Desarrollo político: la legislación de la fábrica en Inglaterra era una respuesta a la lucha de la clase obrera sobre la longitud del día laborable. «Su formulación, reconocimiento oficial y proclamación por parte del Estado eran el resultado de una larga lucha de clase.» (El Capital, vol. 1, capítulo 10, sección 6)

Así, el operaísmo toma esto como su axioma fundamental: las luchas de la clase obrera preceden y prefiguran las reestructuraciones sucesivas del capital(ismo), los operaístas continuaban a Marx en intentar basar su política en una investigación de la vida y lucha de la clase obrera.

## Movimiento
Su primer desarrollo proviene de Italia de grupos como Potere Operario (Poder Obrero), entre otros; con las traducciones hechas disponibles por Danilo Montaldi y otros, influyeron sobre las primeras investigaciones activistas en los Estados Unidos por la Johnson-Forest Tendency y en Francia por el grupo Socialisme ou Barbarie. La Johnson-Forest Tendency había estudiado la vida y luchas de la clase obrera dentro de la industria del automóvil de Detroit, publicando folletos tales como El trabajador americano (1947), Perforando (1952) y Unión de comités y huelgas salvajes (1955). Este trabajo fue traducido al francés por Socialisme ou Barbarie y publicado, en serie, en su periódico. También investigaron y escribieron sobre qué sucedía dentro de lugares de trabajo, en su caso dentro de fábricas de autos y de oficinas de seguros. El diario Quaderni Rossi (Cuadernos Rojos, 1961-1965), junto con su sucesor Classe Operaia (Clase Obrera, 1963-1966), fundado por Negri y Tronti, desarrollaron la teoría operaísta, centrándose en las luchas del movimiento obrero. Fue asociada a este desarrollo teórico una praxis basada en la organización en el lugar de trabajo, notable por la organización Lotta Continua (Lucha Continua). Esto alcanzó su pico en el «otoño caliente italiano» de 1969.
A mediados de los años setenta, sin embargo, el énfasis cambió de la fábrica a la «fábrica social», las vidas diarias de la gente trabajadora en sus comunidades. El movimiento operaísta se fue transformando en lo que hoy es conocido como movimiento autónomo o autonomismo.

### Límites del análisis operaísta
En palabras de Aris Accornero, el operaísmo solamente estudia la realidad de la industria localizada en el norte de Italia, fabriquismo, dejando de lado a la sociedad del sur y a los inmigrantes que marcharon hacia el norte cuyo papel fue vital pues evitaron la subida salarial en relación con el aumento de la productividad.
El concepto de clase obrera, tanto en operaístas como marxistas en general, en el norte de Italia necesitaba una revisión pues la clase social ya no era una clase social total pues se estaba produciendo la separación entre «propiedad y control de las grandes empresas y el desarrollo del sector servicios». Resulta difícil posicionar a las nuevas capas medias dentro del esquema de clase tradicional y dicotómico de Marx. Ahora no existían dueños o amos sino un conjunto de accionistas. Los operaístas se ocuparon muy tarde también de los distritos industriales,
de los procesos de descentralización y de los trabajadores de las pequeñas empresas de Emilia Romaña y de parte de otras zonas de Italia. Además al dedicar un estudio a quien trabajaba en esas fábricas averiguaron que el 65% de los trabajadores eran mujeres con hijos, lo que dinamitaba, junto a la aparición de una burguesía obrera, el concepto que se tenía hasta el momento de clase obrera.